# Mercedes-Benz W 105
Der Mercedes-Benz W 105, besser bekannt als Mercedes-Benz 219, war mit seinem Sechszylinder-Motor in den Jahren 1956 bis 1959 ein Modell der Oberklasse von Daimler-Benz. Der auch als „Großer Ponton“ bezeichnete Nachfolger des „Mercedes-Benz 220“ (W 187) wurde parallel zum W 120/W 121 („Kleiner Ponton“ mit Vierzylindermotoren) gebaut.

## Modellgeschichte
Der 219 wurde zusammen mit dem 220 S (W 180 II) von 1956 bis 1959 angeboten. Er war ein Zwitter aus dem Baukastensystem des Unternehmens und als „Sparmodell“ zwischen dem 1050 DM günstigeren Vierzylindertyp 190 und dem 2000 DM teureren 220 S positioniert – eine Rolle, die Mercedes-Benz später noch einmal (1965 bis 1968) dem Modell „230“ (W 110) zuwies.
Der 219 hat den Motor und Vorderwagen des 220a und ist ab der A-Säule identisch mit dem kleineren Vierzylinder-Modell 190 (W 121). Wegen des kürzeren Fonds war der 219 nicht so gefragt wie der 220 S, der in fast doppelter Stückzahl abgesetzt wurde. Sammler schenken dem W 105 heute dank der geringen Stückzahlen höhere Aufmerksamkeit. Im Dezember 2005 waren in Deutschland beim Kraftfahrt-Bundesamt 89 Fahrzeuge registriert, unberücksichtigt waren dabei Wagen mit 07er-Kennzeichen und Exemplare ohne aktuelle Zulassung.
Der Motor M 180 II aus dem 220a, der ursprünglich 85 PS (62,5 kW) bei 4800/min. leistete, wurde 1957 durch eine höhere Verdichtung auf 90 PS (66 kW) bei 4800/min. gebracht; er beschleunigt die 1290 kg schwere Limousine von 0 auf 100 km/h in 17 Sekunden. Die Höchstgeschwindigkeit ist mit 148 km/h angegeben.
Eine bemerkenswerte Neuerung war der hydraulische Kupplungsautomat „Hydrak“, der ab August 1957 gegen 450 DM Aufpreis erhältlich war. Das System war von Fichtel & Sachs mit Daimler-Benz gemeinsam entwickelt worden und besteht aus einer hydraulischen Anfahrkupplung in Kombination mit einer mechanischen Trockenkupplung für die Schaltvorgänge. Die vom Unterdruck des Motors betätigte Trockenkupplung wird elektrisch durch Berühren des Schalthebels aktiviert.
„Hydrak“ wurde in den Vierzylindermodellen nicht angeboten.
Von 1956 bis 1959 wurden 27.845 Wagen gebaut; davon ca. 16.000 für den Export. Der Preis des 219 lag während der gesamten Bauzeit bei 10.500 DM. Bezogen auf das Jahr 1956 entspricht dies inflationsbereinigt in heutiger Währung 31.200 Euro.

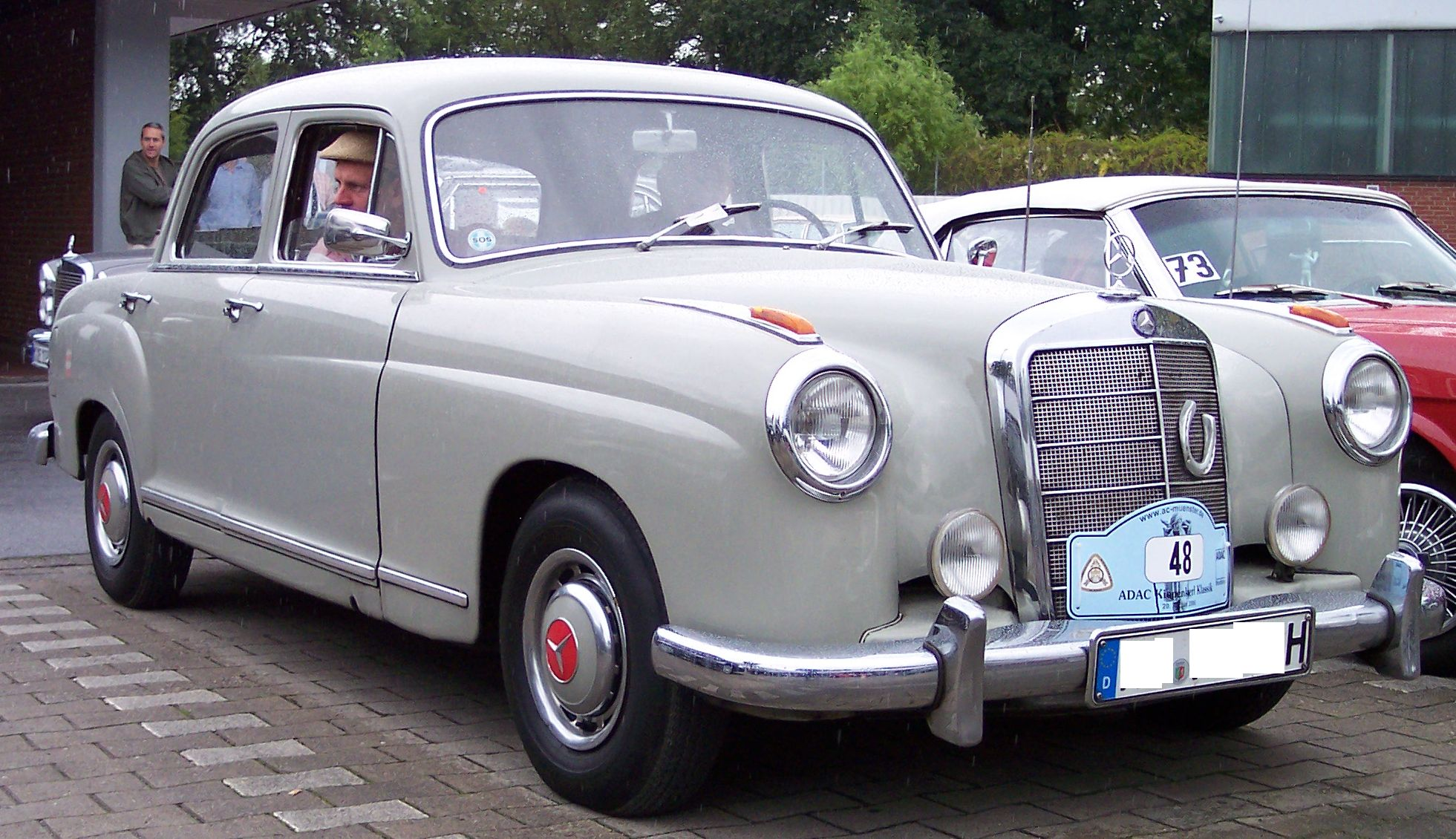
219 (W 105)
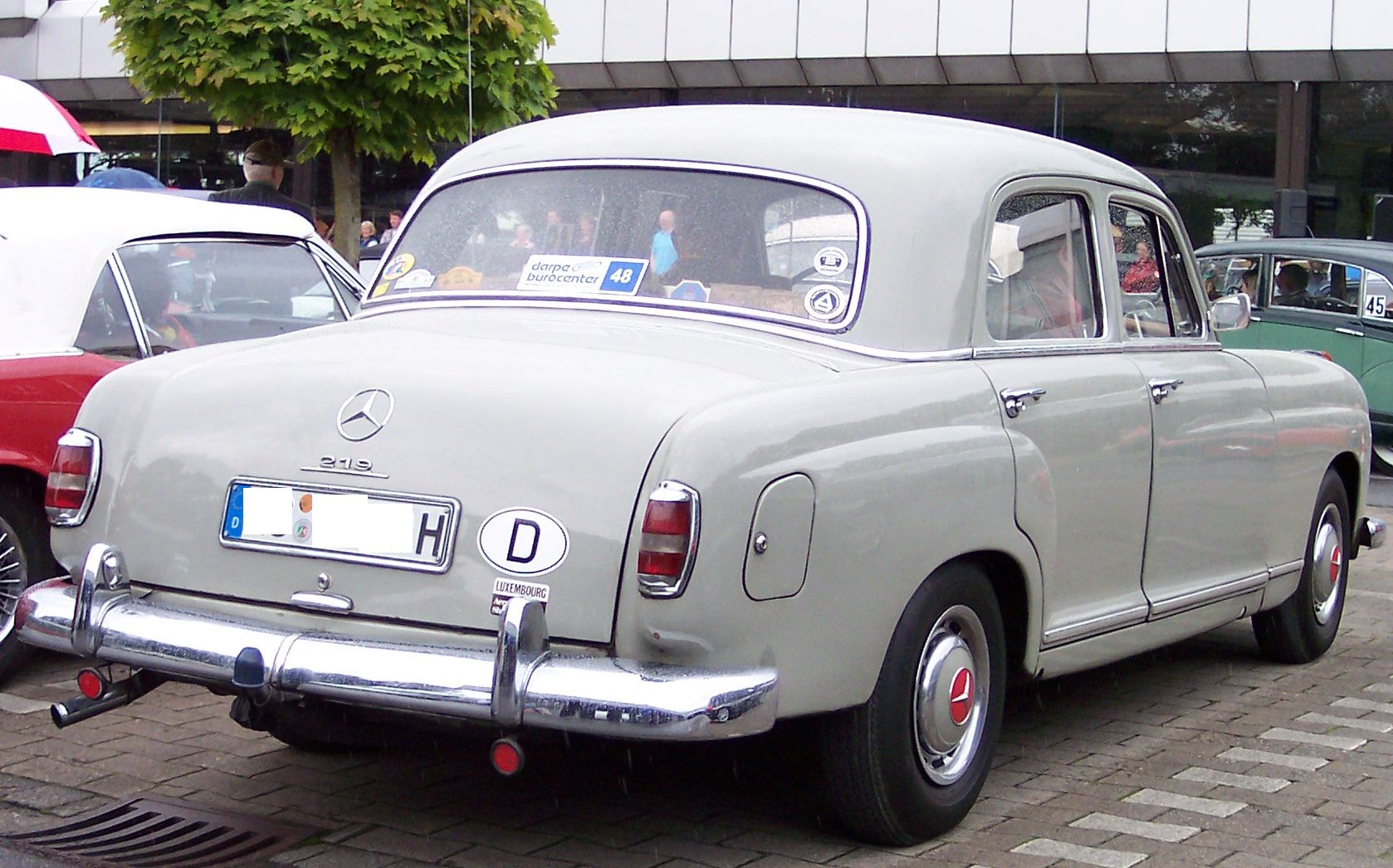
Heckansicht
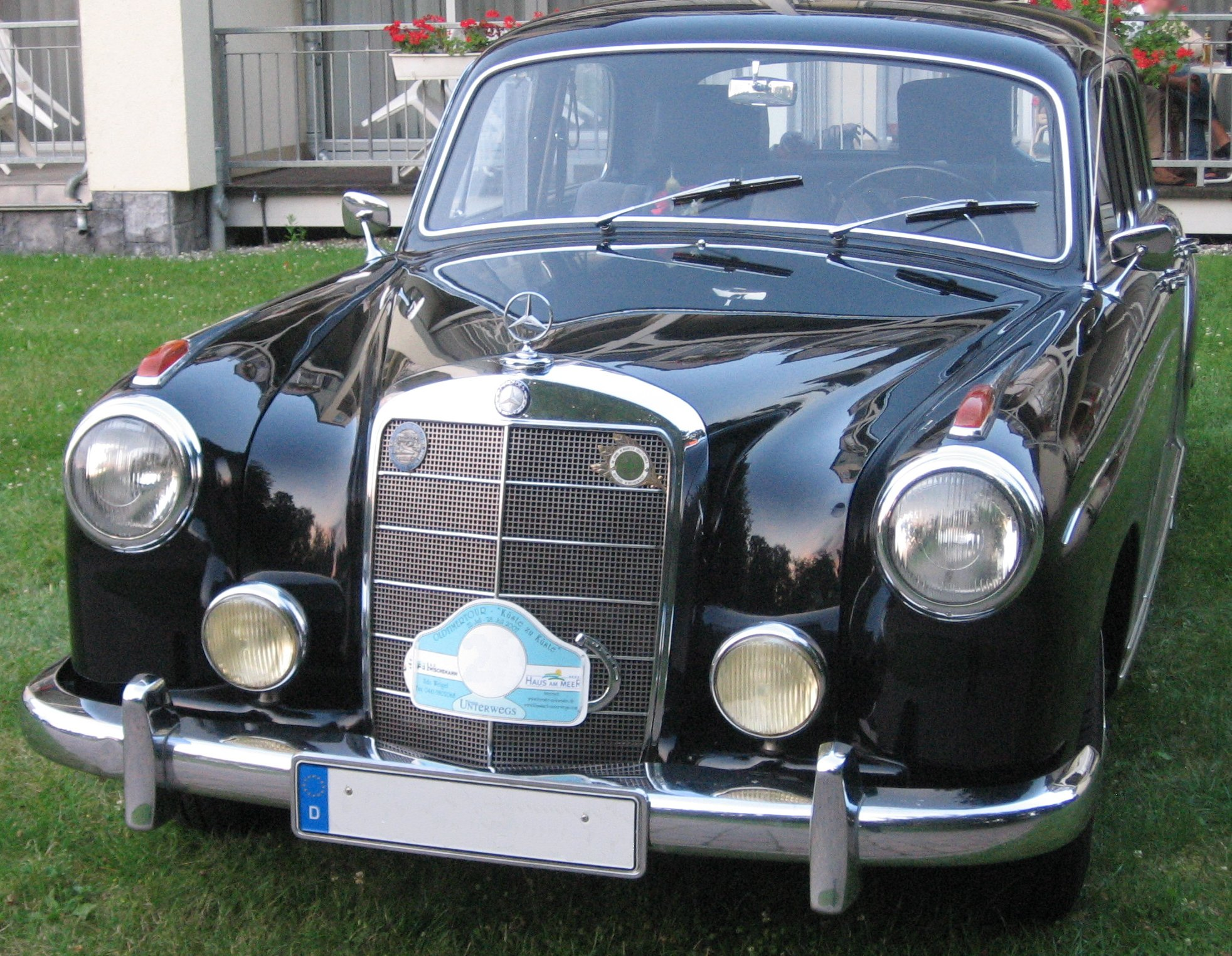
219 (W 105)
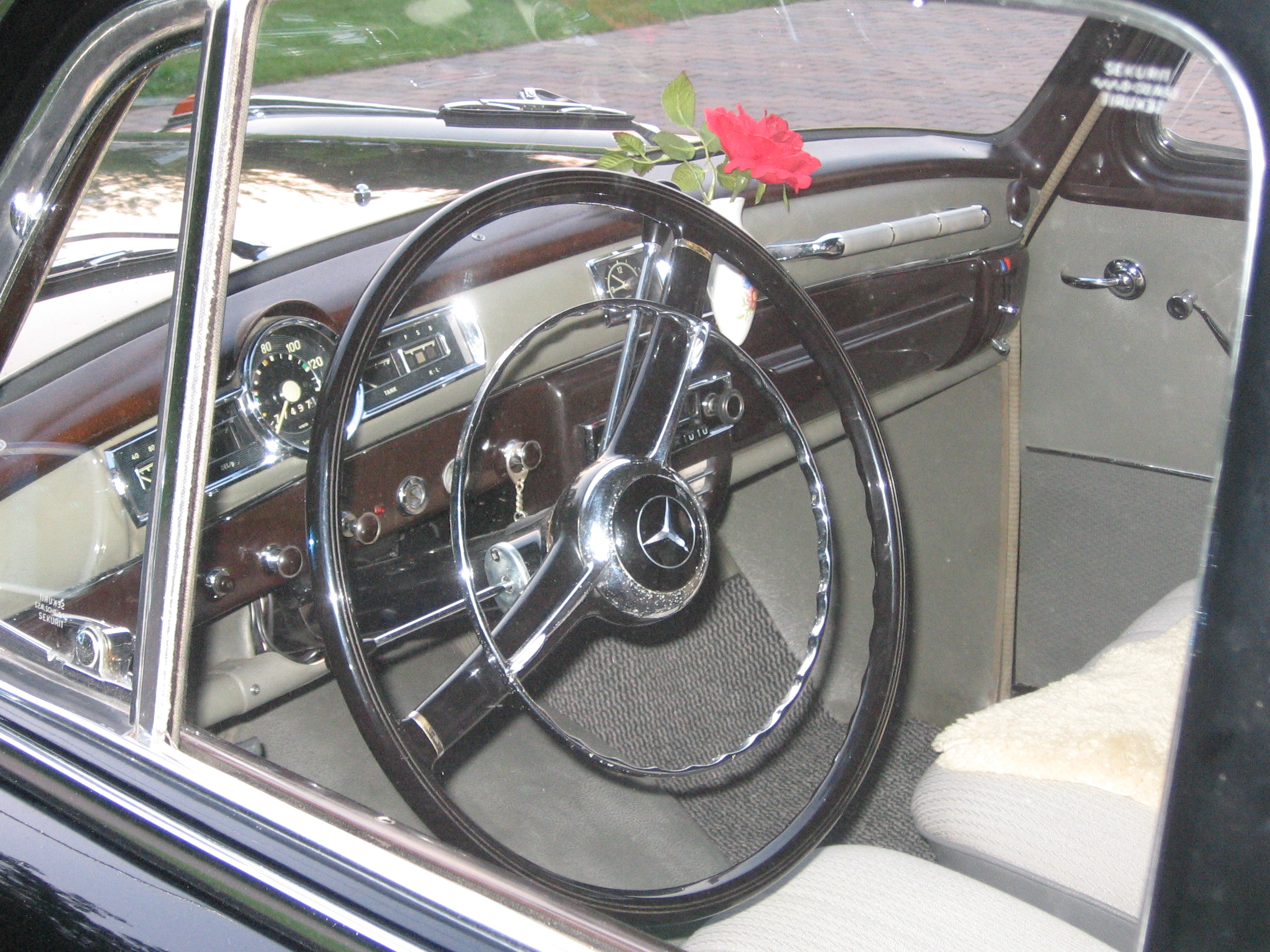
Innenraum mit Lenkrad
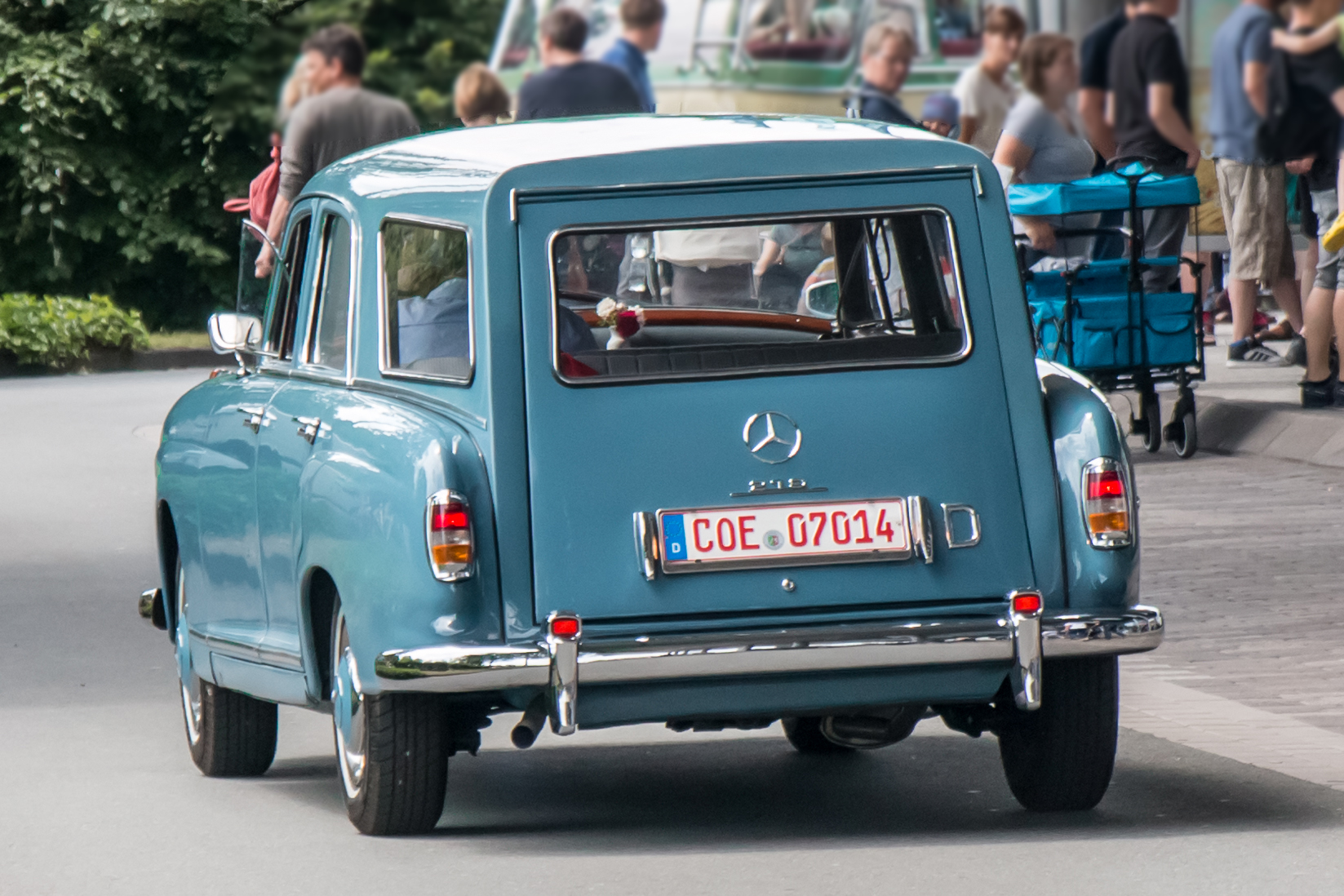
219 (W 105) Kombi, aus CKD-Kits von IMA in Belgien gebaut

## Technische Daten
| Mercedes-Benz 219             | Mercedes-Benz 219 | Mercedes-Benz 219 |
| ----------------------------- | --- | --- |
| Konstruktionsbezeichnung      | W 105 | W 105 |
| Baumuster                     | 105.010 (mit Schiebedach: 105.011)                                                                                               | 105.010 (mit Schiebedach: 105.011)                                                                                               |
| Produktionszeitraum           | 03.1956–07.1959 | 03.1956–07.1959 |
| Motor                         | | |
| Arbeitsverfahren              | Viertakt-Otto | Viertakt-Otto |
| Anordnung im Fahrzeug         | vorn, längs, stehend | vorn, längs, stehend |
| Motortyp                      | M 180 II | M 180 II |
| Motorbaumuster                | 180.921 | 180.921 |
| Zylinder                      | 6 / Reihe | 6 / Reihe |
| Hubraum                       | 2195 cm³ (nach Steuerformel 2171 cm³)                                                                                            | 2195 cm³ (nach Steuerformel 2171 cm³)                                                                                            |
| Bohrung × Hub                 | 80 × 72,8 mm | 80 × 72,8 mm |
| Verdichtung                   | 7,6; ab 08.1957: 8,7 | 7,6; ab 08.1957: 8,7 |
| Leistung                      | 85 PS (62,5 kW) bei 4800/min; ab 08.1957: 90 PS (66 kW) bei 4800/min                                                             | 85 PS (62,5 kW) bei 4800/min; ab 08.1957: 90 PS (66 kW) bei 4800/min                                                             |
| Max. Drehmoment               | 16 mkp (157 N m) bei 2400/min; ab 08.1957: 17 mkp (167 N m) bei 2400/min                                                         | 16 mkp (157 N m) bei 2400/min; ab 08.1957: 17 mkp (167 N m) bei 2400/min                                                         |
| Ventile                       | 1 Einlass, 1 Auslass / hängend                                                                                                   | 1 Einlass, 1 Auslass / hängend                                                                                                   |
| Ventilsteuerung               | obenliegende Nockenwelle | obenliegende Nockenwelle |
| Nockenwellenantrieb           | Duplex-Rollenkette | Duplex-Rollenkette |
| Gemischbildung                | 1 Doppel-Fallstromvergaser Solex 32 PAATJ                                                                                        | 1 Doppel-Fallstromvergaser Solex 32 PAATJ                                                                                        |
| Kraftstofftank                | 56 l | 56 l |
| Fahrwerk und Kraftübertragung | | |
| Rahmenausführung              | Rahmenbodenanlage / selbsttragende Karosserie                                                                                    | Rahmenbodenanlage / selbsttragende Karosserie                                                                                    |
| Radaufhängung vorn            | Doppel-Querlenker-Achse | Doppel-Querlenker-Achse |
| Radaufhängung hinten          | Eingelenk-Pendelachse | Eingelenk-Pendelachse |
| Federung vorn                 | Schraubenfedern, Drehstab-Stabilisator                                                                                           | Schraubenfedern, Drehstab-Stabilisator                                                                                           |
| Federung hinten               | Schraubenfedern | Schraubenfedern |
| Stoßdämpfer                   | hydraulische Teleskop-Stoßdämpfer, rundum                                                                                        | hydraulische Teleskop-Stoßdämpfer, rundum                                                                                        |
| Lenkung                       | Kugelumlauflenkung | Kugelumlauflenkung |
| Bremsanlage                   | hydraulisch, auf Wunsch mit Unterdruck-Bremskraftverstärker, auf Vorder- und Hinterräder wirkend; Trommelbremsen vorn und hinten | hydraulisch, auf Wunsch mit Unterdruck-Bremskraftverstärker, auf Vorder- und Hinterräder wirkend; Trommelbremsen vorn und hinten |
| Feststellbremse               | mechanisch, auf Hinterräder wirkend                                                                                              | mechanisch, auf Hinterräder wirkend                                                                                              |
| Räder                         | Stahlblechräder | Stahlblechräder |
| Felgen                        | Tiefbettfelge 5 K x 13 | Tiefbettfelge 5 K x 13 |
| Reifen                        | 6,40-13 | 6,40-13 |
| Antrieb                       | Hinterradantrieb | Hinterradantrieb |
| Kraftübertragung              | geteilte Kardanwelle | geteilte Kardanwelle |
| Getriebe und Fahrleistungen   | | |
| Getriebe                      | 4-Gang-Schaltgetriebe | 4-Gang-Schaltgetriebe |
| Verfügbarkeit                 | Serie | auf Wunsch (ab 08.1957) |
| Schaltung                     | Lenkradschaltung | Lenkradschaltung |
| Kupplung                      | Einscheiben-Trockenkupplung | hydraulisch-automatische Kupplung „Hydrak“                                                                                       |
| Getriebeart                   | Zahnrad-Wechselgetriebe | Zahnrad-Wechselgetriebe |
| Getriebe-Übersetzung          | I. 3,52; II. 2,32; III. 1,52; IV. 1,0; R. 3,29                                                                                   | I. 3,52; II. 2,32; III. 1,52; IV. 1,0; R. 3,29                                                                                   |
| Achsantriebsübersetzung       | 4,10; ab 08.1957: 3,90 | 3,90 |
| Höchstgeschwindigkeit         | 148 km/h | 148 km/h |
| Beschleunigung 0–100 km/h     | 17 s, Beschleunigung mit Durchschalten von 0–100 km/h, Belastung 2 Personen                                                      | 17 s, Beschleunigung mit Durchschalten von 0–100 km/h, Belastung 2 Personen                                                      |
| Kraftstoffverbrauch DIN 70030 | 11,2 l | 11,4 l |
| Abmessungen und Gewichte      | | |
| Radstand                      | 2750 mm | 2750 mm |
| Spur vorne / hinten           | 1430 / 1470 mm | 1430 / 1470 mm |
| Länge                         | 4650 mm; ab 08.1957: 4680 mm | 4650 mm; ab 08.1957: 4680 mm |
| Breite                        | 1740 mm | 1740 mm |
| Höhe                          | 1560 mm | 1560 mm |
| Leergewicht DIN 70020         | 1260 kg (mit Hydrak: 1275 kg) | 1260 kg (mit Hydrak: 1275 kg) |
| Zul. Gesamtgewicht            | 1725 kg | 1725 kg |
| Allgemeine Daten              | | |
| Stückzahl                     | 27.842 Limousinen, 3 Fahrgestelle                                                                                                | 27.842 Limousinen, 3 Fahrgestelle                                                                                                |
| Preis                         | 05.1956: 10.500 DM | 05.1956: 10.500 DM |
| Belege                        | | |